# رضا الواعظ
وهو الشيخ أبو نور الدين رضا أفندي بن ويس المعروف بالواعظ، ولد في مدينة كركوك، عام 1287 هـ/1870م، وبها نشأ وتعلم القرآن ثم درس العلوم الدينية واللغة العربية على مشايخ بلدهِ حتى بز أقرانه ونال الإجازة العلمية من شيوخهِ، ثم سافر إلى بغداد لطلب العلم، ودرس على يد العلامة محمد فيضي الزهاوي مفتي بغداد، وأخذ الإجازة العلمية في العلوم الشرعية والفقهية واللغوية منهُ، وعين واعظاً لولاية الموصل، في عهد الدولة العثمانية، ومنها جاء لقبهُ (الواعظ)، والتقى بالشيخ محمود شكري الآلوسي، حفيد أبو الثناء الآلوسي، وعند تأسيس حكومة المملكة العراقية عام 1921م، عين مديراً لأوقاف لواء كركوك، ثم أحيل على التقاعد فتفرغ لتدريس العلوم الشرعية الإسلامية في مساجد كركوك، وأجاز عدداً من العلماء الشرعيين بالإجازة الشرعية، ثم انصرف إلى التعليم والتدريس وإلى إلقاء المواعظ الدينية، وموجهاً الناس إلى الالتزام بالإسلام.
ولهُ الكثير من المؤلفات والتعليقات والحواشي، وكان رجلاً فاضلاً زاهداً تقياً صالحاً، وكان يجيد اللغة العربية والكردية والفارسية والتركية، وكان ينظم الشعر والأراجيز في جميعها.

## من مؤلفاته
- حاشية كتاب (منظومة العوامل ) للجرجاني.

## من تلاميذه
أجاز الشيخ رضا الواعظ مجموعة من العلماء وهم:
- الشيخ سيد عبد القادر.
- الشيخ عمر كريم.
- الشيخ خورشيد السياه منصوري.
- الشيخ الدكتور محمد رمضان - أستاذ الإلهيات في كلية الشريعة.

وغيرهم كثير من العلماء والمجازين في محافظة كركوك وأربيل والسليمانية.

## من أقوال العلماء فيه
قال مفتي العراق الشيخ عبد الكريم بيارة المدرس عن ترجمة رضا الواعظ: (تجول في المدارس العديدة، وحصَّل العلوم من شتى أصنافها، وبالآخرة تخرج على العلامة محمد فيضي أفندي الزهاوي في المدرسة السليمانية ببغداد ووعظ وأرشد زهاء ثمانين سنة، وعمَّر زهاء مائة سنة وتوفي في حدود ألف وثلثمائة وثلاث وثمانين هجرية في ما أحسبه، ودفن في مقبرة الأعظمية طاب ثراه).

## وفاته
وقد عمر رضا الواعظ طويلاً وأصابهُ المرض أواخر عمره، فقدم بغداد، وسكن منزل ولده المحامي نور الدين في الأعظمية. وتوفي في شهر محرم من عام 1383 هـ/ 1963م، وشيع بموكب كبير يليق بمقامه حضرهُ العُلماء والفقهاء، وصلوا عليه في جامع الإمام الأعظم، ودفن في مقبرة الخيزران، ولقد كتب الشاعر والخطاط وليد الأعظمي على رقيمِ قبرهِ هذه الأبيات الشعرية:
سنة 1383هـ..